# Eucyphonia crassibullata
Eucyphonia crassibullata är en insektsart som beskrevs av Albino Morimasa Sakakibara 1968. Eucyphonia crassibullata ingår i släktet Eucyphonia och familjen hornstritar. Inga underarter finns listade i Catalogue of Life.